# Ипиранга-ду-Пиауи

Ипиранга-ду-Пиауи на карте штата.

Ипиранга-ду-Пиауи (порт. Ipiranga do Piauí) — муниципалитет в Бразилии, входит в штат Пиауи. Составная часть мезорегиона Юго-восток штата Пиауи. Входит в экономико-статистический микрорегион Пикус. Население составляет 9327 человек на 2010 год. Занимает площадь 529,417 км². Плотность населения — 17,62 чел./км².

## Демография
Согласно сведениям, собранным в ходе переписи 2010 г. Национальным институтом географии и статистики (IBGE), население муниципалитета составляет:
| Полное население                               | Полное население                               | Полное население                               | Полное население                               | 9327  |
| ---------------------------------------------- | ---------------------------------------------- | ---------------------------------------------- | ---------------------------------------------- | ----- |
| в том числе:                                   | Городское население                            | 5746                                           | Процент городского населения, %                | 61,61 |
|                                                | Сельское население                             | 3581                                           | Процент сельского населения, %                 | 38,39 |
|                                                | Мужское население                              | 4595                                           | Процент мужского населения, %                  | 49,27 |
|                                                | Женское население                              | 4732                                           | Процент женского населения, %                  | 50,73 |
| Плотность населения, чел/км²                   | Плотность населения, чел/км²                   | Плотность населения, чел/км²                   | Плотность населения, чел/км²                   | 17,62 |
| Население муниципалитета в % к населению штата | Население муниципалитета в % к населению штата | Население муниципалитета в % к населению штата | Население муниципалитета в % к населению штата | 0,30  |

По данным оценки 2016 года, население муниципалитета составляет 9599 жителей.

## Статистика
- Валовой внутренний продукт на 2003 год составляет 14 170 674,00 реалов (данные: Бразильский институт географии и статистики).
- Валовой внутренний продукт на душу населения на 2003 год составляет 1612,32 реалов (данные: Бразильский институт географии и статистики).
- Индекс развития человеческого потенциала на 2000 год составляет 0,601 (данные: Программа развития ООН).